# 83 a.C.
L'83 a.C. (LXXXIII a.C. in numeri romani) è un anno  del I secolo a.C.

## Eventi
- Lucio Cornelio Scipione Asiatico e Gaio Norbano Consoli romani.
- Lucio Cornelio Silla ritorna in Italia dalle sue campagne in Grecia e sconfigge le forze popolari di Gaio Norbano nella Battaglia del Monte Tifata, con il supporto di Gneo Pompeo Magno e Marco Licinio Crasso.
- Distruzione del tempio di Giove Ottimo Massimo a causa di un incendio. Venne poi ricostruito.

## Nati
- 13 gennaio - Marco Antonio, politico e generale romano († 30 a.C.)